# Reykholt
Reykholt è una località del comune di Borgarbyggð nell'Islanda occidentale che si trova lungo la Hálsasveitarvegur. Il villaggio è situato nella valle Reykholtsdalur del fiume Reykjadalsá.
Qui visse nel medioevo Snorri Sturluson, una delle figure più importanti della storia islandese. Era un famoso poeta e uomo politico i cui scritti sulla lingua norrena e sulla mitologia medievale islandese sono di riferimento per gli studiosi moderni. In città sono ancora visitabili i resti della sua casa. A quel tempo Reykholt fu uno dei centri culturali dell'isola e fu la sede per molti anni di una delle scuole più importanti del paese.
A poca distanza da Reykholt, si trovano le cascate di Hraunfossar, le grotte Surtshellir nel campo di lava di Hallmundarhraun e le sorgenti di acqua calda di Deildartunguhver.

## Galleria d'immagini

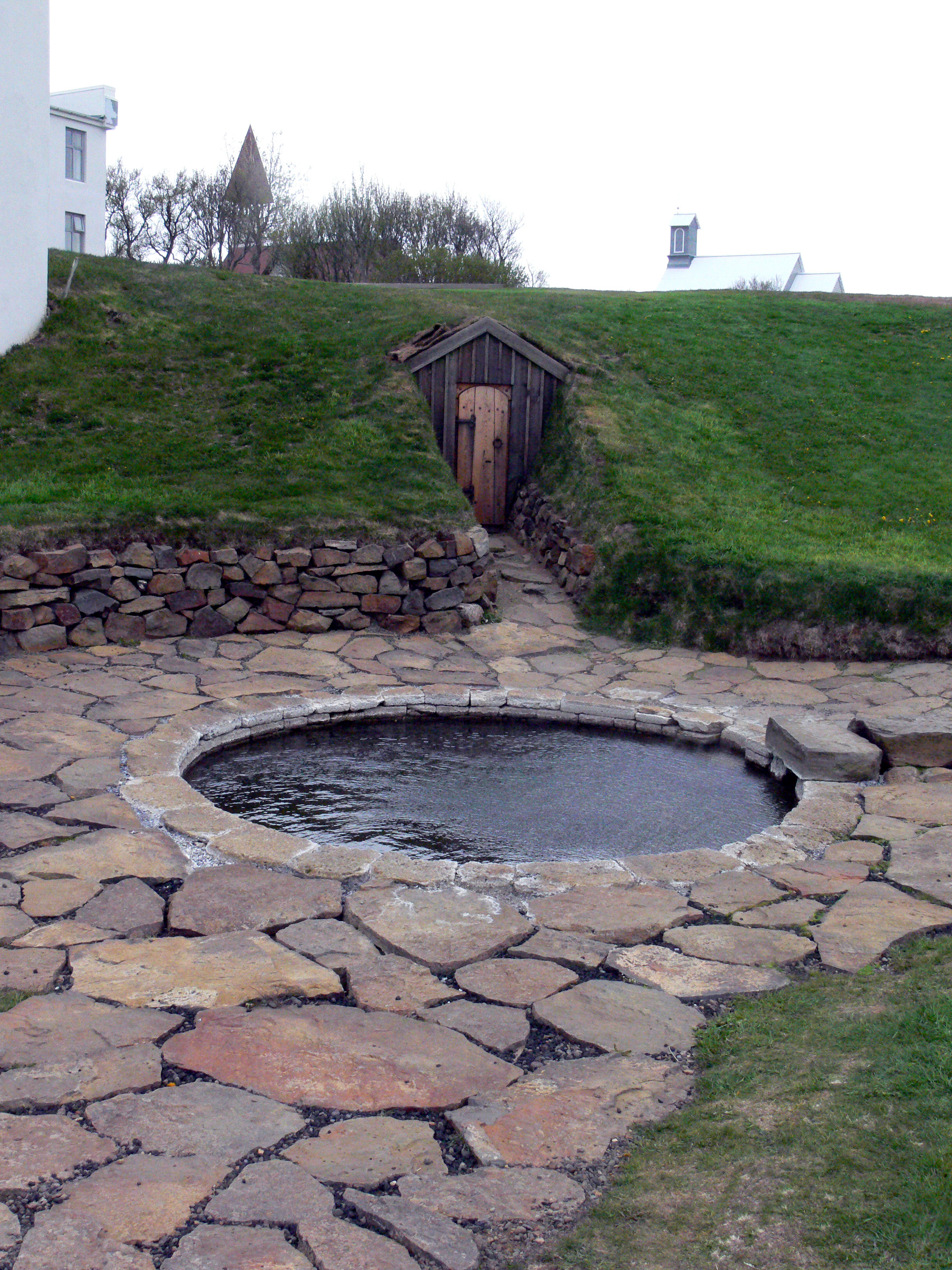
Snorralaug
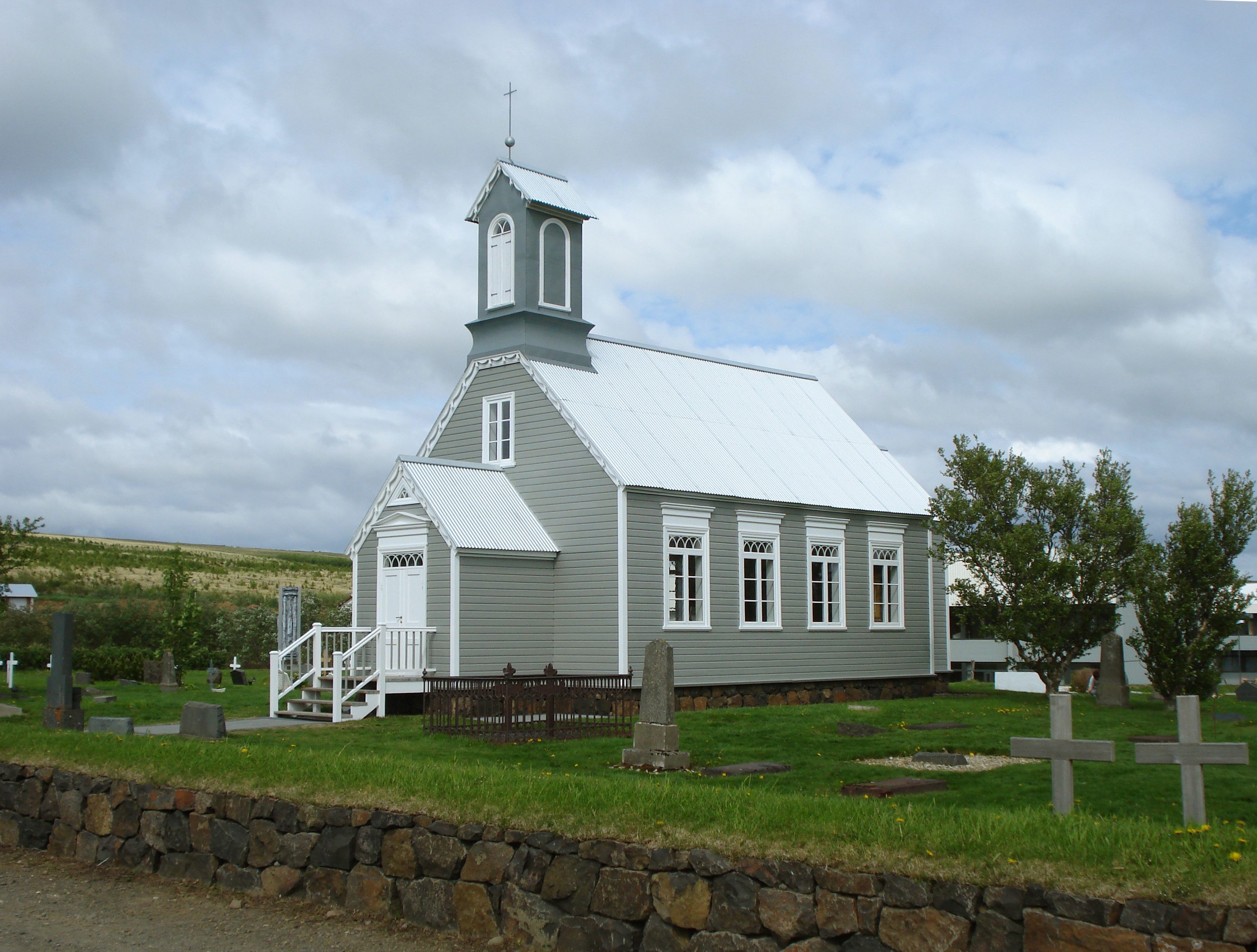
Reykholt